# Восстание матабеле и машона
Восста́ние матабе́ле и машо́на, также известно как Вторая война с матабеле (англ. Second Matabele War)— восстание африканских народов матабеле и машона (шона) в 1896—1897 годах в Южной Африке, направленное против Британской Южноафриканской компании, к 1890—1893 годах фактически захватившей области между реками Замбези и Лимпопо, принадлежавшие матабеле. Вдохновителем восстания был Млимо, духовный лидер матабеле, а целью похода — истребление белого населения в поселении Булавайо.
Восстание началось 24 марта 1896 года. Во время похода некоторые отряды матабеле начали убивать белых поселенцев во многих местах на своём пути, что дало властям Булавайо, узнавшим о наступлении, достаточное количество времени для подготовки к обороне поселения. В частности, жители быстро организовали так называемые «полевые силы» — патрули по 40 человек в каждом, которые были отправлены в окрестности для предупреждения, сбора и организации белых поселенцев. В конце апреля и начале июня 1896 года два британских военных отряда достигли Булавайо и разбили осаждавшие его отряды матабеле, которые разделились на более мелкие и бежали в горы Матобо. В июне восстание перекинулось на земли машона (шона), однако последние действовали независимо от матабеле. Последние повстанцы в этом районе были разгромлены в ноябре 1896 года.
24 июня 1896 года двум разведчикам, Фредерику Расселу Бернхему и Боннару Армстронгу, удалось убить Млимо в результате засады в Матобо. 18 августа в британский лагерь прибыли послы от вождей восстания с предложением начать мирные переговоры. После встречи с представителями Британской Южноафриканской компании, состоявшейся 28 августа в восточной части гор Матобо, матабеле сложили оружие: согласно договору, участники восстания не подвергались преследованию, но обещали не препятствовать прибытию в их земли британских поселенцев. Отряды шона продолжали сражаться до ноября 1897 года, а полностью прекратили борьбу лишь в 1898 году после казни британцами нескольких их духовных лидеров, включая Неханду Чарве Ньякасикану.
Во время восстания погибло порядка 10 % британских поселенцев в землях матабеле и машона, однако после его подавления освоение земель британскими поселенцами продолжилось и привело к консолидации британского колониального господства в этом регионе.